# Parafossarulus striatulus
Parafossarulus striatulus es una especie de  molusco gastrópodo prosobranquio de aguas dulces de la familia Bithyniidae.
Esta especie, Parafossarulus striatulus, corresponde a la especie tipo del género Parafossarulus.

## Distribución
Esta especie se la encuentra distribuida por el norte de Vietnam y en algunas partes de China, como las provincias de Shandong y Hunan.

## Parásitos
Parafossarulus striatulus es huésped de los siguientes parásitos humanos:
- Clonorchis sinensis [6]
- Metorchis orientalis[7]
- Echinochasmus japonicus[8]

Parafossarulus striatulus sirve como el primer huésped intermediario del trematodo Holostephanus sp. y para Pleurogenidae gen. sp.